# Peio Canales
Peio Canales Urtasun (Barrika, Vizcaya, 17 de enero de 2005) es un futbolista español que juega como centrocampista en el Racing de Santander de la Segunda División de España, cedido por el Athletic Club.

## Trayectoria

### Inicios
Peio se formó en la cantera del Athletic Club, desde el Alevín C, a la que llegó en la temporada 2015-16 procedente del Barrika FE de su localidad natal.De cara a la temporada 2023-24 promocionó al Bilbao Athletic de Segunda Federación directamente desde el juvenil tras haber anotado doce tantos.En abril de 2024, tras su buen rendimiento, renovó su contrato hasta junio de 2027.

### Athletic Club
Durante la temporada 2024-25 alternó el Bilbao Athletic con el primer equipo, con el que debutó el 29 de septiembre de 2024 en un partido de liga frente al Sevilla F. C. (1-1) en San Mamés. En total jugó 8 partidos con el primer equipo, todos de liga.
En la temporada 2025-26 jugó cedido en el Real Racing Club de Santander de la Segunda División de España.

## Selección nacional
Fue internacional en categoría sub-18 y sub-19 de la selección española.

## Clubes
| Club                | Div           | Temporada     | Liga     | Liga  | Copas nacionales | Copas nacionales | Copas internacionales | Copas internacionales | Total    | Total |
| ------------------- | ------------- | ------------- | -------- | ----- | ---------------- | ---------------- | --------------------- | --------------------- | -------- | ----- |
| Club                | Div           | Temporada     | Partidos | Goles | Partidos         | Goles            | Partidos              | Goles                 | Partidos | Goles |
| CD Basconia         | 3ª RFEF       | 2023-24       | 1        | 0     | —                | —                | —                     | —                     | 1        | 0     |
| CD Basconia         | Total club    | Total club    | 1        | 0     | 0                | 0                | 0                     | 0                     | 1        | 0     |
| Bilbao Athletic     | 2ª RFEF       | 2023-24       | 26       | 3     | —                | —                | 3                     | 0                     | 29       | 3     |
| Bilbao Athletic     | 1ª RFEF       | 2024-25       | 18       | 3     | —                | —                | 0                     | 0                     | 18       | 3     |
| Bilbao Athletic     | Total club    | Total club    | 44       | 6     | 0                | 0                | 3                     | 0                     | 47       | 6     |
| Athletic Club       | 1.ª           | 2024-25       | 8        | 0     | 0                | 0                | 0                     | 0                     | 8        | 0     |
| Athletic Club       | Total club    | Total club    | 8        | 0     | 0                | 0                | 0                     | 0                     | 8        | 0     |
| Racing de Santander | 2.ª           | 2025-26       | 1        | 0     | 0                | 0                | —                     | —                     | 1        | 0     |
| Racing de Santander | Total club    | Total club    | 1        | 0     | 0                | 0                | 0                     | 0                     | 1        | 0     |
| Total carrera       | Total carrera | Total carrera | 54       | 6     | 0                | 0                | 3                     | 0                     | 57       | 6     |